# Vrádište
Vrádište (allemand : Hradisch bei Skalitz ) est un village de Slovaquie situé dans la région de Trnava.

## Histoire
Première mention écrite du village en 1392.

## Démographie

### Évolution de la population
| Année:               | 1994. | 2004.    | 2014.    | 2024.   |
| -------------------- | ----- | -------- | -------- | ------- |
| Nombre de personnes: | 598   | 682      | 789      | 848     |
| Différence:          |       | +14,04 % | +15,68 % | +7,47 % |

| Année:               | 2023. | 2024.   |
| -------------------- | ----- | ------- |
| Nombre de personnes: | 846   | 848     |
| Différence:          |       | +0,23 % |